# Primi ministri del Portogallo
Questo è un elenco dei primi ministri del Portogallo dalla concessione della costituzione nel 1834, ad oggi.
Nel periodo che va dal 1911 al 1933, il nome del capo del governo fu Presidente del Ministero.
Dalla rivoluzione del 25 aprile 1974, la carica di capo del governo è stata designata come primo ministro.
Tra il 1910 (anno della nascita della Repubblica) e il 1911, la carica è stata di Presidente del Governo Provvisorio.
Durante il suo incarico di primo ministro, Sidónio Pais ha ricoperto anche quello di Presidente della Repubblica dal 9 maggio al 14 dicembre 1918.
António de Oliveira Salazar è stato il primo ministro con l'incarico più lungo della storia Repubblicana, dal 5 luglio 1932 al 27 settembre 1968. Il suo successore Marcello Caetano, tuttavia, durò 6 anni, dal 1968 al 1974.
L'unica donna (finora) che è riuscita a ricoprire la carica di primo ministro è stata Maria de Lourdes Pintasilgo, dal 1º agosto 1979 al 3 gennaio 1980, in seguito alle sue dimissioni del 27 dicembre 1979.

## Primi ministri

### Monarchia Costituzionale (1834-1910)
| Nome | Nome                                                                         | Immagine         | Mandato           | Mandato           | Partito                                                   | Governo             | Monarca                  |
| Nome | Nome                                                                         | Immagine         | Inizio            | Fine              | Partito                                                   | Governo             | Monarca                  |
| --- | ---------------------------------------------------------------------------- | ---------------- | ----------------- | ----------------- | --------------------------------------------------------- | ------------------- | ------------------------ |
| 1 | Pedro de Sousa Holstein (1781–1850)                                          |                  | 24 settembre 1834 | 28 aprile 1835    | Cartista/"Chamorro"                                       | I governo           | Maria II e Ferdinando II |
| - | Consiglio dei ministri                                                       |                  | 28 aprile 1835    | 4 maggio 1835     | -                                                         | I governo           | Maria II e Ferdinando II |
| 2 | Vitório Maria de Sousa Coutinho (1790–1857)                                  |                  | 4 maggio 1835     | 27 maggio 1835    | Chamorro                                                  | I governo           | Maria II e Ferdinando II |
| 3 | João Oliveira e Daun (1790–1876)                                             |                  | 27 maggio 1835    | 15 luglio 1835    | Indipendente                                              | II governo          | Maria II e Ferdinando II |
| 3 | João Oliveira e Daun (1790–1876)                                             | 15 luglio 1835   | 18 novembre 1835  | III governo       | Indipendente                                              |                     | Maria II e Ferdinando II |
| - | Consiglio dei ministri                                                       |                  | 18 novembre 1835  | 25 novembre 1835  | -                                                         | IV governo          | Maria II e Ferdinando II |
| 4 | José Jorge Loureiro (1791–1860)                                              |                  | 25 novembre 1835  | 19 aprile 1836    | Indipendente                                              | IV governo          | Maria II e Ferdinando II |
| 5 | António José Severim de Noronha (1792–1860)                                  |                  | 19 aprile 1836    | 10 settembre 1836 | Chamorro                                                  | V governo           | Maria II e Ferdinando II |
| Rivoluzione settembrista |                                                                              |                  |                   |                   |                                                           |                     | Maria II e Ferdinando II |
| 6 | José da Gama Carneiro e Sousa (1788–1849)                                    |                  | 10 settembre 1836 | 4 novembre 1836   | Settembrista                                              | VI governo          | Maria II e Ferdinando II |
| - | José Bernardino de Portugal e Castro (1780–1840)                             |                  | 4 novembre 1836   | 5 novembre 1836   | Indipendente                                              | Governo dei morti   | Maria II e Ferdinando II |
| 7 | Bernardo de Sá Nogueira de Figueiredo (1795–1876)                            |                  | 5 novembre 1836   | 1º giugno 1837    | Settembrista                                              | VII governo         | Maria II e Ferdinando II |
| - | Consiglio dei ministri                                                       |                  | 1º giugno 1837    | 2 giugno 1837     | -                                                         | VIII governo        | Maria II e Ferdinando II |
| 8 | António Dias de Oliveira (1804–1863)                                         |                  | 2 giugno 1837     | 10 agosto 1837    | Settembrista                                              | VIII governo        | Maria II e Ferdinando II |
| Rivolta dei marescialli |                                                                              |                  |                   |                   |                                                           |                     | Maria II e Ferdinando II |
| 9 | Bernardo de Sá Nogueira de Figueiredo (1795–1876) Seconda volta              |                  | 10 agosto 1837    | 18 aprile 1839    | Settembrista                                              | IX governo          | Maria II e Ferdinando II |
| 10 | Rodrigo Pinto Pizarro Pimentel de Almeida Carvalhais (1788–1841)             |                  | 18 aprile 1839    | 26 novembre 1839  | Settembrista                                              | X governo           | Maria II e Ferdinando II |
| 11 | José Travassos Valdez (1787–1862)                                            |                  | 26 novembre 1839  | 9 giugno 1841     | Settembrista                                              | XI governo          | Maria II e Ferdinando II |
| 12 | Joaquim António de Aguiar (1792–1884)                                        |                  | 9 giugno 1841     | 7 febbraio 1842   | Settembrista                                              | XII governo         | Maria II e Ferdinando II |
| 13 | Pedro de Sousa Holstein (1781–1850) Seconda volta                            |                  | 7 febbraio 1842   | 9 febbraio 1842   | Indipendente                                              | XIII governo        | Maria II e Ferdinando II |
| - | António Bernardo da Costa Cabral (1803–1889)                                 |                  | 8 febbraio 1842   | 9 febbraio 1842   | -                                                         | Governo provvisorio | Maria II e Ferdinando II |
| 14 | António Bernardo da Costa Cabral (1803–1889)                                 | 9 febbraio 1842  | 20 maggio 1846    | Cartista          | XIV governo                                               |                     | Maria II e Ferdinando II |
| Rivoluzione di Maria da Fonte |                                                                              |                  |                   |                   |                                                           |                     | Maria II e Ferdinando II |
| 15 | Pedro de Sousa Holstein (1781–1850) Terza volta                              |                  | 20 maggio 1846    | 6 ottobre 1846    | Cartista                                                  | XV governo          | Maria II e Ferdinando II |
| Colpo di Stato dell'Emboscada |                                                                              |                  |                   |                   |                                                           |                     | Maria II e Ferdinando II |
| 16 | João Oliveira e Daun (1790–1876) Seconda volta                               |                  | 6 ottobre 1846    | 28 aprile 1847    | Cartista                                                  | XVI governo         | Maria II e Ferdinando II |
| - | Consiglio dei ministri                                                       |                  | 28 aprile 1847    | 18 dicembre 1847  | -                                                         | XVI governo         | Maria II e Ferdinando II |
| - | João Oliveira e Daun (1790–1876)                                             |                  | 18 dicembre 1847  | 18 giugno 1849    | Cartista                                                  | XVII governo        | Maria II e Ferdinando II |
| Piccola guerra civile |                                                                              |                  |                   |                   |                                                           |                     | Maria II e Ferdinando II |
| 17 | António Bernardo da Costa Cabral (1803–1889) Seconda volta                   |                  | 18 giugno 1849    | 26 aprile 1851    | Cartista                                                  | XVIII governo       | Maria II e Ferdinando II |
| 18 | António José Severim de Noronha (1792–1860) Seconda volta                    |                  | 26 aprile 1851    | 1º maggio 1851    | Rigeneratore                                              | XIX governo         | Maria II e Ferdinando II |
| 19 | João Oliveira e Daun (1790–1876) Terza volta                                 |                  | 1º maggio 1851    | 22 maggio 1851    | Rigeneratore                                              | XX governo          | Maria II e Ferdinando II |
| 19 | João Oliveira e Daun (1790–1876) Terza volta                                 | 22 maggio 1851   | 6 giugno 1856     | XXI governo       | Rigeneratore                                              | Pietro V            |                          |
| 20 | Nuno José Severo de Mendoça Rolim de Moura Barreto (1804–1875)               |                  | 6 giugno 1856     | 16 marzo 1859     | Storico                                                   | Pietro V            | XXII governo             |
| 21 | António José Severim de Noronha (1792–1860) Terza volta                      |                  | 16 marzo 1859     | 26 aprile 1860†   | Rigeneratore                                              | Pietro V            | XXIII governo            |
| - | Consiglio dei ministri                                                       |                  | 26 aprile 1860    | 1º maggio 1860    | -                                                         | Pietro V            | XXIII governo            |
| 22 | Joaquim António de Aguiar (1792–1884) Seconda volta                          |                  | 1º maggio 1860    | 4 luglio 1860     | Rigeneratore                                              | Pietro V            | XXIV governo             |
| 23 | Nuno José Severo de Mendoça Rolim de Moura Barreto (1804–1875) Seconda volta |                  | 4 luglio 1860     | 17 aprile 1865    | Storico                                                   | XXV governo         | Luigi                    |
| 24 | Bernardo de Sá Nogueira de Figueiredo (1795–1876) Terza volta                |                  | 17 aprile 1865    | 4 settembre 1865  | Riformista                                                | XXVI governo        | Luigi                    |
| 25 | Joaquim António de Aguiar (1792–1884) Terza volta                            |                  | 4 settembre 1865  | 4 gennaio 1868    | Partito Rigeneratore in coalizione con il Partito Storico | XXVII governo       | Luigi                    |
| 26 | António José de Ávila (1807–1881)                                            |                  | 4 gennaio 1868    | 22 luglio 1868    | Indipendente, in coalizione con il Partito Riformista     | XXVIII governo      | Luigi                    |
| 27 | Bernardo de Sá Nogueira de Figueiredo (1795–1876) Quarta volta               |                  | 22 luglio 1868    | 11 agosto 1869    | Riformista                                                | XXIX governo        | Luigi                    |
| 28 | Nuno José Severo de Mendoça Rolim de Moura Barreto (1804–1875) Terza volta   |                  | 11 agosto 1869    | 19 maggio 1870    | Storico                                                   | XXX governo         | Luigi                    |
| 29 | João Oliveira e Daun (1790–1876) Quarta volta                                |                  | 19 maggio 1870    | 29 agosto 1870    | Rigeneratore                                              | XXXI governo        | Luigi                    |
| 30 | Bernardo de Sá Nogueira de Figueiredo (1795–1876) Quinta volta               |                  | 29 agosto 1870    | 29 ottobre 1870   | Riformista                                                | XXXII governo       | Luigi                    |
| 31 | António José de Ávila (1807–1881) Seconda volta                              |                  | 29 ottobre 1870   | 13 settembre 1871 | Riformista                                                | XXXIII governo      | Luigi                    |
| 32 | Fontes Pereira de Melo (1819–1887)                                           |                  | 13 settembre 1871 | 6 marzo 1877      | Rigeneratore                                              | XXXIV governo       | Luigi                    |
| 33 | António José de Ávila (1807–1881) Terza volta                                |                  | 6 marzo 1877      | 26 gennaio 1878   | Riformista                                                | XXXV governo        | Luigi                    |
| 34 | Fontes Pereira de Melo (1819–1887) Seconda volta                             |                  | 26 gennaio 1878   | 29 maggio 1879    | Rigeneratore                                              | XXXVI governo       | Luigi                    |
| 35 | Anselmo José Braamcamp (1817–1885)                                           |                  | 29 maggio 1879    | 25 marzo 1881     | Progressista                                              | XXXVII governo      | Luigi                    |
| 36 | António Rodrigues Sampaio (1806–1882)                                        |                  | 25 marzo 1881     | 14 novembre 1881  | Rigeneratore                                              | XXXVIII governo     | Luigi                    |
| 37 | Fontes Pereira de Melo (1819–1887) Terza volta                               |                  | 14 novembre 1881  | 24 ottobre 1883   | Rigeneratore                                              | XXXIX governo       | Luigi                    |
| 37 | Fontes Pereira de Melo (1819–1887) Terza volta                               | 24 ottobre 1883  | 20 febbraio 1886  | XL governo        | Rigeneratore                                              |                     | Luigi                    |
| 38 | José Luciano de Castro (1834–1914)                                           |                  | 20 febbraio 1886  | 14 gennaio 1890   | Progressista                                              | XLI governo         | Luigi                    |
| 38 | José Luciano de Castro (1834–1914)                                           | Carlo I          | 20 febbraio 1886  | 14 gennaio 1890   | Progressista                                              | XLI governo         |                          |
| 39 | António de Serpa Pimentel (1825–1900)                                        |                  | 14 gennaio 1890   | 13 ottobre 1890   | Rigeneratore                                              | XLII governo        |                          |
| 40 | João Crisóstomo de Abreu e Sousa (1811–1895)                                 |                  | 13 ottobre 1890   | 21 maggio 1891    | Indipendente                                              | XLIII governo       |                          |
| 40 | João Crisóstomo de Abreu e Sousa (1811–1895)                                 | 21 maggio 1891   | 17 gennaio 1892   | XLIV governo      | Indipendente                                              |                     |                          |
| 41 | José Dias Ferreira (1837–1909)                                               |                  | 17 gennaio 1892   | 27 maggio 1892    | Indipendente                                              | XLV governo         |                          |
| 41 | José Dias Ferreira (1837–1909)                                               | 27 maggio 1892   | 22 febbraio 1893  | XLVI governo      | Indipendente                                              |                     |                          |
| 42 | Ernesto Hintze Ribeiro (1849–1907)                                           |                  | 22 febbraio 1893  | 7 febbraio 1897   | Rigeneratore                                              | XLVII governo       |                          |
| 43 | José Luciano de Castro (1834–1914) Seconda volta                             |                  | 7 febbraio 1897   | 18 agosto 1898    | Progressista                                              | XLVIII governo      |                          |
| 43 | José Luciano de Castro (1834–1914) Seconda volta                             | 18 agosto 1898   | 25 giugno 1900    | XLIX governo      | Progressista                                              |                     |                          |
| 44 | Ernesto Hintze Ribeiro (1849–1907) Seconda volta                             |                  | 25 giugno 1900    | 28 febbraio 1903  | Rigeneratore                                              | L governo           |                          |
| 44 | Ernesto Hintze Ribeiro (1849–1907) Seconda volta                             | 28 febbraio 1903 | 20 ottobre 1904   | LI governo        | Rigeneratore                                              |                     |                          |
| 45 | José Luciano de Castro (1834–1914) Terza volta                               |                  | 20 ottobre 1904   | 27 dicembre 1905  | Progressista                                              | LII governo         |                          |
| 45 | José Luciano de Castro (1834–1914) Terza volta                               | 27 dicembre 1905 | 20 marzo 1906     | LIII governo      | Progressista                                              |                     |                          |
| 46 | Ernesto Hintze Ribeiro (1849–1907) Terza volta                               |                  | 20 marzo 1906     | 19 maggio 1906    | Rigeneratore                                              | LIV governo         |                          |
| 47 | João Franco (1855–1929)                                                      |                  | 19 maggio 1906    | 4 febbraio 1908   | Rigeneratore liberale                                     | LV governo          |                          |
| 48 | Francisco Joaquim Ferreira do Amaral (1844–1923)                             |                  | 4 febbraio 1908   | 25 dicembre 1908  | Indipendente                                              | LVI governo         | Manuele II               |
| 49 | Artur de Campos Henriques (1853–1922)                                        |                  | 25 dicembre 1908  | 11 aprile 1909    | Indipendente                                              | LVII governo        | Manuele II               |
| 50 | Sebastião Custódio de Sousa Teles (1847–1921)                                |                  | 11 aprile 1909    | 14 maggio 1909    | Indipendente                                              | LVIII governo       | Manuele II               |
| 51 | Venceslau de Sousa Pereira de Lima (1858–1919)                               |                  | 14 maggio 1909    | 22 dicembre 1909  | Indipendente                                              | LIX governo         | Manuele II               |
| 52 | Francisco da Veiga Beirão (1841–1916)                                        |                  | 22 dicembre 1909  | 26 giugno 1910    | Rigeneratore                                              | LX governo          | Manuele II               |
| 53 | António Teixeira de Sousa (1857–1917)                                        |                  | 26 giugno 1910    | 5 ottobre 1910    | Rigeneratore                                              | LXI governo         | Manuele II               |
| Fine della monarchia con la rivoluzione del 5 ottobre 1910; il re scappa in esilio nel Regno Unito. Inizio della Prima Repubblica portoghese. |                                                                              |                  |                   |                   |                                                           |                     |                          |

### Prima Repubblica (1910-1926)

#### 1911-1915
| Primo Ministro                  | Mandato           | Mandato           | Presidente della Repubblica                              |
| Primo Ministro                  | Dal               | Al                | Presidente della Repubblica                              |
| ------------------------------- | ----------------- | ----------------- | -------------------------------------------------------- |
| Teófilo Braga                   | 5 ottobre 1910    | 4 settembre 1911  | Teófilo Braga (fino al 24 agosto 1911) Manuel de Arriaga |
| João Pinheiro Chagas            | 4 settembre 1911  | 13 novembre 1911  | Manuel de Arriaga                                        |
| Augusto de Vasconcelos          | 13 novembre 1911  | 16 giugno 1912    | Manuel de Arriaga                                        |
| Duarte Leite                    | 16 giugno 1912    | 23 settembre 1912 | Manuel de Arriaga                                        |
| Augusto de Vasconcelos          | 23 settembre 1912 | 30 settembre 1912 | Manuel de Arriaga                                        |
| Duarte Leite                    | 30 settembre 1912 | 9 gennaio 1913    | Manuel de Arriaga                                        |
| Afonso Costa                    | 9 gennaio 1913    | 9 febbraio 1914   | Manuel de Arriaga                                        |
| Bernardino Machado              | 9 febbraio 1914   | 12 dicembre 1914  | Manuel de Arriaga                                        |
| Victor Hugo de Azevedo Coutinho | 12 dicembre 1914  | 25 gennaio 1915   | Manuel de Arriaga                                        |
| Joaquim Pimenta de Castro       | 25 gennaio 1915   | 14 maggio 1915    | Manuel de Arriaga                                        |

Giunta costituzionale, 14 - 15 maggio 1915:
- José Norton de Matos
- António Maria da Silva
- José de Freitas Ribeiro
- Alfredo de Sá Cardoso
- Álvaro de Castro

#### 1915-1917
| Primo Ministro          | Mandato          | Mandato          | Presidente della Repubblica                                                                              |
| Primo Ministro          | Dal              | Al               | Presidente della Repubblica                                                                              |
| ----------------------- | ---------------- | ---------------- | --- |
| João Pinheiro Chagas    | 15 maggio 1915   | 17 maggio 1915   | Manuel de Arriaga                                                                                        |
| José de Castro          | 17 maggio 1915   | 30 novembre 1915 | Manuel de Arriaga (fino al 29 maggio 1915) Teófilo Braga (29 maggio - 5 ottobre 1915) Bernardino Machado |
| Afonso Costa            | 30 novembre 1915 | 16 marzo 1916    | Bernardino Machado (fino al 5 dicembre 1917) Sidónio Pais                                                |
| António José de Almeida | 16 marzo 1916    | 4 settembre 1916 | Bernardino Machado (fino al 5 dicembre 1917) Sidónio Pais                                                |
| Afonso Costa            | 4 settembre 1916 | 5 ottobre 1916   | Bernardino Machado (fino al 5 dicembre 1917) Sidónio Pais                                                |
| António José de Almeida | 5 ottobre 1916   | 25 aprile 1917   | Bernardino Machado (fino al 5 dicembre 1917) Sidónio Pais                                                |
| Afonso Costa            | 25 aprile 1917   | 7 ottobre 1917   | Bernardino Machado (fino al 5 dicembre 1917) Sidónio Pais                                                |
| José Norton de Matos    | 7 ottobre 1917   | 25 ottobre 1917  | Bernardino Machado (fino al 5 dicembre 1917) Sidónio Pais                                                |
| Afonso Costa            | 25 ottobre 1917  | 19 novembre 1917 | Bernardino Machado (fino al 5 dicembre 1917) Sidónio Pais                                                |
| José Norton de Matos    | 19 novembre 1917 | 8 dicembre 1917  | Bernardino Machado (fino al 5 dicembre 1917) Sidónio Pais                                                |

Giunta Rivoluzionaria, 8 - 12 dicembre 1917:
- Sidónio Pais (Presidente)
- António Machado Santos
- José Feliciano da Costa

#### 1917-1918
| Primo Ministro | Mandato          | Mandato          | Presidente della Repubblica |
| Primo Ministro | Dal              | Al               | Presidente della Repubblica |
| -------------- | ---------------- | ---------------- | --------------------------- |
| Sidónio Pais   | 12 dicembre 1917 | 14 dicembre 1918 | Sidónio Pais                |

Governo Provvisorio, 14 - 15 dicembre 1918:
- António Bernardino Ferreira
- Jorge Couceiro da Costa
- João Tamagnini Barbosa
- Álvaro de Mendonça
- João do Canto e Castro (Presidente)
- António Egas Moniz
- João Alberto Azevedo Neves
- Alexandre de Vasconcelos e Sá
- Alfredo Magalhães
- Henrique Forbes de Bessa
- José João da Cruz Azevedo
- Eduardo Fernandes de Oliveira

#### 1918-1921
| Primo Ministro            | Mandato          | Mandato          | Presidente della Repubblica                                             |
| Primo Ministro            | Dal              | Al               | Presidente della Repubblica                                             |
| ------------------------- | ---------------- | ---------------- | ----------------------------------------------------------------------- |
| João do Canto e Castro    | 15 dicembre 1918 | 23 dicembre 1918 | João do Canto e Castro (fino al 5 ottobre 1919) António José de Almeida |
| João Tamagnini Barbosa    | 23 dicembre 1918 | 27 gennaio 1919  | João do Canto e Castro (fino al 5 ottobre 1919) António José de Almeida |
| José Relvas               | 27 gennaio 1919  | 30 marzo 1919    | João do Canto e Castro (fino al 5 ottobre 1919) António José de Almeida |
| Domingos Leite Pereira    | 30 marzo 1919    | 29 giugno 1919   | João do Canto e Castro (fino al 5 ottobre 1919) António José de Almeida |
| Alfredo de Sá Cardoso     | 29 giugno 1919   | 15 gennaio 1920  | João do Canto e Castro (fino al 5 ottobre 1919) António José de Almeida |
| Francisco Fernandes Costa | 15 gennaio 1920  | 15 gennaio 1920  | António José de Almeida                                                 |
| Alfredo de Sá Cardoso     | 15 gennaio 1920  | 21 gennaio 1920  | António José de Almeida                                                 |
| Domingos Leite Pereira    | 21 gennaio 1920  | 8 marzo 1920     | António José de Almeida                                                 |
| António Maria Baptista    | 8 marzo 1920     | 6 giugno 1920    | António José de Almeida                                                 |
| José Ramos Preto          | 6 giugno 1920    | 26 giugno 1920   | António José de Almeida                                                 |
| António Maria da Silva    | 26 giugno 1920   | 19 luglio 1920   | António José de Almeida                                                 |
| António Granjo            | 19 luglio 1920   | 20 novembre 1920 | António José de Almeida                                                 |
| Álvaro de Castro          | 20 novembre 1920 | 30 novembre 1920 | António José de Almeida                                                 |
| Liberato Pinto            | 30 novembre 1920 | 2 marzo 1921     | António José de Almeida                                                 |
| Bernardino Machado        | 2 marzo 1921     | 24 maggio 1921   | António José de Almeida                                                 |
| Tomé de Barros Queirós    | 24 maggio 1921   | 30 agosto 1921   | António José de Almeida                                                 |
| António Joaquim Granjo    | 30 agosto 1921   | 19 ottobre 1921  | António José de Almeida                                                 |

Consiglio dei Ministri, 19 - 20 ottobre 1921:
- Raul Lelo Portela
- António Vicente Ferreira
- António María de Freitas Soares
- Ricardo Pais Gomes
- João de Melo Barreto
- António Curson
- Manuel Ferreira da Rocha
- António Ginestal Machado
- Júlio Ernesto de Lima Duque
- António Aboim Inglês

#### 1921-1926
| Primo ministro                 | Mandato          | Mandato          | Presidente della Repubblica                                            |
| Primo ministro                 | Dal              | Al               | Presidente della Repubblica                                            |
| ------------------------------ | ---------------- | ---------------- | ---------------------------------------------------------------------- |
| Manuel Maria Coelho            | 20 ottobre 1921  | 5 novembre 1921  | António José de Almeida (fino al 5 ottobre 1923) Manuel Teixeira Gomes |
| Carlos Maia Pinto              | 5 novembre 1921  | 16 dicembre 1921 | António José de Almeida (fino al 5 ottobre 1923) Manuel Teixeira Gomes |
| Francisco da Cunha Leal        | 16 dicembre 1921 | 6 febbraio 1922  | António José de Almeida (fino al 5 ottobre 1923) Manuel Teixeira Gomes |
| António Maria da Silva         | 6 febbraio 1922  | 15 novembre 1923 | António José de Almeida (fino al 5 ottobre 1923) Manuel Teixeira Gomes |
| António Ginestal Machado       | 15 novembre 1923 | 18 dicembre 1923 | Manuel Teixeira Gomes (fino all'11 dicembre 1925) Bernardino Machado   |
| Álvaro de Castro               | 18 dicembre 1923 | 7 luglio 1924    | Manuel Teixeira Gomes (fino all'11 dicembre 1925) Bernardino Machado   |
| Alfredo Rodrigues Gaspar       | 7 luglio 1924    | 22 novembre 1924 | Manuel Teixeira Gomes (fino all'11 dicembre 1925) Bernardino Machado   |
| José Domingues dos Santos      | 22 novembre 1924 | 16 febbraio 1925 | Manuel Teixeira Gomes (fino all'11 dicembre 1925) Bernardino Machado   |
| Vitorino de Carvalho Guimarães | 16 febbraio 1925 | 2 luglio 1925    | Manuel Teixeira Gomes (fino all'11 dicembre 1925) Bernardino Machado   |
| António Maria da Silva         | 2 luglio 1925    | 1º agosto 1925   | Manuel Teixeira Gomes (fino all'11 dicembre 1925) Bernardino Machado   |
| Domingos Leite Pereira         | 1 agosto 1925    | 18 dicembre 1925 | Manuel Teixeira Gomes (fino all'11 dicembre 1925) Bernardino Machado   |
| António Maria da Silva         | 18 dicembre 1925 | 29 maggio 1926   | Bernardino Machado                                                     |

### Seconda Repubblica (1926-1974)
| Primo ministro | Mandato           | Mandato           | Partito          | Presidente della Repubblica |
| Primo ministro | Dal               | Al                | Partito          | Presidente della Repubblica |
| --- | ----------------- | ----------------- | ---------------- | --------------------------- |
| Giunta di Salvezza Pubblica: José Mendes Cabeçadas (Presidente) Armando da Gama Ochoa Jaime Baptista Carlos Vilhena | 29 maggio 1926    | 31 maggio 1926    | —                | —                           |
| José Mendes Cabeçadas                                                                                               | 31 maggio 1926    | 17 giugno 1926    |                  | José Mendes Cabeçadas       |
| Manuel Gomes da Costa                                                                                               | 17 giugno 1926    | 9 luglio 1926     |                  | Manuel Gomes da Costa       |
| António Óscar Carmona                                                                                               | 9 luglio 1926     | 18 aprile 1928    |                  | António Óscar Carmona       |
| José Vicente de Freitas                                                                                             | 18 aprile 1928    | 8 luglio 1929     |                  | António Óscar Carmona       |
| Artur Ivens Ferraz                                                                                                  | 8 luglio 1929     | 16 ottobre 1929   |                  | António Óscar Carmona       |
| Lúis Maria Lopes da Fonseca                                                                                         | 16 ottobre 1929   | 26 ottobre 1929   |                  | António Óscar Carmona       |
| Artur Ivens Ferraz                                                                                                  | 26 ottobre 1929   | 21 gennaio 1930   |                  | António Óscar Carmona       |
| Domingos Oliveira                                                                                                   | 21 gennaio 1930   | 5 luglio 1932     | Unione Nazionale | António Óscar Carmona       |
| António de Oliveira Salazar                                                                                         | 5 luglio 1932     | 25 settembre 1968 | Unione Nazionale | António de Oliveira Salazar |
| António de Oliveira Salazar                                                                                         | 5 luglio 1932     | 25 settembre 1968 | Unione Nazionale | Francisco Craveiro Lopes    |
| António de Oliveira Salazar                                                                                         | 5 luglio 1932     | 25 settembre 1968 | Unione Nazionale | Américo Tomás               |
| Marcello Caetano | 25 settembre 1968 | 25 aprile 1974    | Unione Nazionale |                             |

Linea temporale

### Transizione democratica (1974-1976)
| Primo ministro | Mandato           | Mandato           | Partito      | Note                     | Presidente della Repubblica |
| Primo ministro | Dal               | Al                | Partito      | Note                     | Presidente della Repubblica |
| --- | ----------------- | ----------------- | ------------ | ------------------------ | --------------------------- |
| Giunta di Salvezza Nazionale composta da: António de Spínola Francisco da Costa Gomes Jaime Silvério Marques Diogo Neto Carlos Galvão de Melo José Baptista Pinheiro de Azevedo António Rosa Coutinho | 25 aprile 1974    | 16 maggio 1974    |              |                          | Giunta di transizione       |
| Adelino da Palma Carlos | 16 maggio 1974    | 18 luglio 1974    | Indipendente |                          | António de Spínola          |
| Vasco Gonçalves | 18 luglio 1974    | 19 settembre 1975 | Indipendente |                          | António de Spínola          |
| Vasco Gonçalves | 18 luglio 1974    | 19 settembre 1975 | Indipendente | Francisco da Costa Gomes |                             |
| José Baptista Pinheiro de Azevedo | 19 settembre 1975 | 23 giugno 1976    | Indipendente |                          |                             |
| Vasco de Almeida e Costa | 23 giugno 1976    | 23 luglio 1976    | Indipendente | ad interim               |                             |
| Vasco de Almeida e Costa | 23 giugno 1976    | 23 luglio 1976    | Indipendente | ad interim               | António Ramalho Eanes       |

### Terza Repubblica (dal 1976)
| Primo ministro | Primo ministro   | Primo ministro                       | Partito                    | Governi            | Elezioni         | Mandato                 | Mandato          | Presidente della Repubblica |
| Primo ministro | Primo ministro   | Primo ministro                       | Partito                    | Governi            | Elezioni         | Inizio                  | Fine             | Presidente della Repubblica |
| -------------- | ---------------- | ------------------------------------ | -------------------------- | ------------------ | ---------------- | ----------------------- | ---------------- | --------------------------- |
|                |                  | Mário Soares                         | Partito Socialista         | I                  | 1976             | 23 luglio 1976          | 23 gennaio 1978  | António Ramalho Eanes       |
| II             | 23 gennaio 1978  | Mário Soares                         | Partito Socialista         | 28 agosto 1978     | 1976             |                         |                  | António Ramalho Eanes       |
|                |                  | Alfredo Nobre da Costa               | Partito Socialista         | III                | 1976             | 28 agosto 1978          | 22 novembre 1978 | António Ramalho Eanes       |
|                |                  | Carlos Mota Pinto                    | Partito Social Democratico | IV                 | 1976             | 22 novembre 1978        | 1º agosto 1979   | António Ramalho Eanes       |
|                |                  | Maria de Lourdes Pintasilgo          | Indipendente               | V                  | 1976             | 1º agosto 1979          | 3 gennaio 1980   | António Ramalho Eanes       |
|                |                  | Francisco Sá Carneiro                | Partito Social Democratico | VI                 | 1979             | 3 gennaio 1980          | 4 dicembre 1980† | António Ramalho Eanes       |
|                |                  | Diogo Freitas do Amaral (ad interim) | CDS - Partito Popolare     | VI                 | 1980             | 4 dicembre 1980         | 9 gennaio 1981   | António Ramalho Eanes       |
|                |                  | Francisco Pinto Balsemão             | Partito Social Democratico | VII                | 1980             | 9 gennaio 1981          | 4 settembre 1981 | António Ramalho Eanes       |
| VIII           | 4 settembre 1981 | Francisco Pinto Balsemão             | Partito Social Democratico | 9 giugno 1983      | 1980             |                         |                  | António Ramalho Eanes       |
|                |                  | Mário Soares                         | Partito Socialista         | IX                 | 1983             | 9 giugno 1983           | 6 novembre 1985  | António Ramalho Eanes       |
|                |                  | Aníbal Cavaco Silva                  | Partito Social Democratico | X                  | 1985             | 6 novembre 1985         | 17 agosto 1987   | António Ramalho Eanes       |
| XI             | 1987             | Aníbal Cavaco Silva                  | Partito Social Democratico | 17 agosto 1987     | 31 ottobre 1991  | Mário Soares            |                  |                             |
| XII            | 1991             | Aníbal Cavaco Silva                  | Partito Social Democratico | 31 ottobre 1991    | 28 ottobre 1995  | Mário Soares            |                  |                             |
|                |                  | António Guterres                     | Partito Socialista         | XIII               | 1995             | Mário Soares            | 28 ottobre 1995  | 25 ottobre 1999             |
| XIV            | 1999             | António Guterres                     | Partito Socialista         | 25 ottobre 1999    | 6 aprile 2002    | Jorge Sampaio           |                  |                             |
|                |                  | José Barroso                         | Partito Social Democratico | XV                 | 2002             | Jorge Sampaio           | 6 aprile 2002    | 17 luglio 2004              |
|                |                  | Pedro Santana Lopes                  | Partito Social Democratico | XVI                | 2002             | Jorge Sampaio           | 17 luglio 2004   | 12 marzo 2005               |
|                |                  | José Sócrates                        | Partito Socialista         | XVII               | 2005             | Jorge Sampaio           | 12 marzo 2005    | 26 ottobre 2009             |
| XVIII          | 2009             | José Sócrates                        | Partito Socialista         | 26 ottobre 2009    | 15 giugno 2011   | Aníbal Cavaco Silva     |                  |                             |
|                |                  | Pedro Passos Coelho                  | Partito Social Democratico | XIX                | 2011             | Aníbal Cavaco Silva     | 15 giugno 2011   | 30 ottobre 2015             |
| XX             | 2015             | Pedro Passos Coelho                  | Partito Social Democratico | 30 ottobre 2015    | 26 novembre 2015 | Aníbal Cavaco Silva     |                  |                             |
|                | 2015             |                                      | António Costa              | Partito Socialista | XXI              | Aníbal Cavaco Silva     | 26 novembre 2015 | 26 ottobre 2019             |
| XXII           | 2019             | 26 ottobre 2019                      | António Costa              | Partito Socialista | 30 marzo 2022    | Marcelo Rebelo de Sousa |                  |                             |
| XXIII          | 2022             | 30 marzo 2022                        | António Costa              | Partito Socialista | 2 aprile 2024    | Marcelo Rebelo de Sousa |                  |                             |
|                |                  | Luís Montenegro                      | Partito Social Democratico | XXIV               | 2024             | Marcelo Rebelo de Sousa | 2 aprile 2024    | 5 giugno 2025               |
| XXV            | 2025             | Luís Montenegro                      | Partito Social Democratico | 5 giugno 2025      | in carica        | Marcelo Rebelo de Sousa |                  |                             |